# Amílcar Vasques Dias
Amílcar Vasques Dias (Badim,  Monção, 7 de Março de 1945) é um compositor e pianista português.

## Biografia

### Estudos Musicais
Realizou estudos superiores de Piano e de Composição no Conservatório de Música do Porto e no Conservatório de Música Calouste Gulbenkian de Braga entre 1971 e 1974.
Foi bolseiro da Fundação Calouste Gulbenkian e da Secretaria de Estado da Cultura para o Curso Superior de Composição Instrumental e Electroacústica no Conservatório Real de Haia, na Holanda, onde foi aluno de Louis Andriessen, Peter Schat,  e Jan van Vlijmen. Destaca-se a formação que fez com os compositores Karlheinz Stockhausen na Holanda,  Iannis Xenakis, em Aix-en-Provence, França e Cândido Lima em Portugal.
Vasques Dias considera estes compositores/professores, os que mais o 'influenciaram' na sua formação de compositor. Em Portugal conheceu Fernando Lopes-Graça a quem deu a conhecer a sua obra. É a partir deste convívio que começa a dar mais atenção à música tradicional portuguesa, cuja influência se foi manifestando em várias das suas obras musicais.

### Carreira
Na Holanda  desenvolveu actividade artística e pedagógica como pianista e como compositor durante 14 anos.
Como pianista, interpreta a sua música e utiliza a improvisação como meio de expressão, tendo realizado concertos em Portugal e vários países da Europa e da América.
Como compositor, tem recebido encomendas de várias instituições públicas e privadas holandesas e portuguesas no âmbito da música de câmara, instrumental, vocal (coro, a cappella, e acompanhado), electroacústica, sinfónica, de sopros, obras multimédia, e música para filme e teatro. A sua música tem sido tocada em Portugal e noutros países da Europa e da América, nomeadamente em festivais de música contemporânea.
Tem diversas obras gravadas em vários CD’s editados na Holanda e em Portugal sendo alguns exclusivamente da sua autoria.
Paralelamente à sua actividade de compositor, mantém actualmente projectos de fusão do piano “erudito” Música Erudita com músicas tradicionais, nomeadamente com o cante alentejano em EM CANTE - música do Alentejo, com Joaquim Soares e Pedro Calado, cantadores do Grupo Cantares de Évora, e o cante flamenco, este com a cantora Esther Merino. Conheceu e acompanhou José Afonso em 1978 e desde aí dedica-se ao estudo e recriação da sua música tendo criado com o violinista Luís Pacheco Cunha e a cantora Esther Merino o projecto José Afonso: de ouvido e coração.
Desde o seu regresso da Holanda, em 1988, foi docente nas Escola Superior de Música de Lisboa  e Escola Superior de Música do Porto, na Universidade de Aveiro e na Universidade de Évora.
Foi mentor e director artístico do Encontro do Alentejo de Música do Séc. XX.I, desde 1998 até 2009.